# Claire Martin
Claire Martin (18 april 1914 – 18 juni 2014) was een Canadese schrijfster.

## Biografie
Martin werd geboren als Claire Montreuil in Quebec. Martin schreef in het Frans. In 1984 werd ze Officier in de Orde van Canada. In 2007 werd ze Officier in de Nationale Orde van Quebec.

## Beknopte bibliografie
- Avec ou sans amour, 1958
- Doux-amer, 1960
- Dans un gant de fer, 1965
- Toute la vie, 1999

- Bibliothèque nationale de France: cb12417707c (data)
- Gemeinsame Normdatei: 120417219
- International Standard Name Identifier: 0000 0001 0918 9960
- Library of Congress Control Number: n50040915
- Nationale Bibliotheek van Israël: 987007440187005171
- Nederlandse Thesaurus van Auteursnamen: 067580122
- SNAC: w60q5rbj
- Système universitaire de documentation: 033296847
- Virtual International Authority File: 79104654
- WorldCat: E39PBJdgW8CfXFpVfdmXrCbTpP

1. ↑  Freebase Data Dumps.